# Basilia
Basilia is een vliegengeslacht uit de familie van de luisvliegen (Hippoboscidae).

## Soorten
- B. antrozoi (Townsend, 1893)
- B. boardmani Rozeboom, 1934
- B. corynorhini (Ferris, 1916)
- B. daganiae Theodor & Moscona, 1954
- B. forcipata Ferris, 1924
- B. italica Theodor, 1954
- B. mediterranea Hurka, 1970
- B. mongolensis Theodor, 1966
- B. nana Theodor & Moscona, 1954
- B. nattereri Kolenati, 1857
- B. rondanii Guimaraes and d'Andretta, 1956